# Francavilla Bisio
Pour les articles homonymes, voir Francavilla et Bisio.
Francavilla Bisio est une commune de la province d'Alexandrie dans le Piémont en Italie.

## Administration
| Période                                  | Période  | Identité         | Étiquette | Qualité |
| ---------------------------------------- | -------- | ---------------- | --------- | ------- |
| 12 juin 2003                             | En cours | Mario Mazzarello |           |         |
| Les données manquantes sont à compléter. |          |                  |           |         |

### Hameaux
Cascina della Signora, Bisio

### Communes limitrophes
Basaluzzo, Capriata d'Orba, Gavi, Pasturana, San Cristoforo, Tassarolo